# Mola (quilombo)
Mola, também conhecida como Itapocu, é uma localidade brasileira do município de Cametá, estado do Pará. Foi fundada em 1750, próximo às cabeceiras do Igarapé Itapocu, na região geográfica conhecida como baixo rio Tocantins.
No passado foi uma cidade-Estado quilombola. Este quilombo é notório por constituir-se como república, tendo as negras Felipa Maria Aranha e Maria Luiza Piriá como suas principais figuras.

## Histórico
Formado inicialmente por 300 negros adultos, contava com um elevado nível de organização para a época, tendo para tal um código civil, uma força policial e um sistema de representação direta.
Até o início do século XIX formou, com os quilombos adjacentes — Laguinho, Tomásia, Boa Esperança e Porto Alegre —, uma entidade político-militar denominada Confederação do Itapocu, que resistiu a diversas incursões dos senhores de escravos e das tropas portuguesas. Somente foi "pacificado" quando Portugal ofereceu anistia e os declarou como súditos da coroa. Entretanto, mesmo já declarados como súditos há mais de meio século, sofreram perseguições pelas forças oficiais durante o Brasil Império..
O temor do surgimento de novos quilombos como o Mola, levou o Estado do Brasil a criar as Fortalezas de Nossa Senhora de Nazaré de Pederneiras (em 1781; atual Tucuruí) e a Fortaleza de São João do Araguaia (1797).
No entanto, foi somente em 2013 que o Instituto de Terras do Pará concedeu o título de Domínio Coletivo ao quilombo (na data um vilarejo, com cerca de 100 habitantes).